# Acrida curticnema
Acrida curticnema är en insektsart som beskrevs av Liu, Jupeng 1981. Acrida curticnema ingår i släktet Acrida och familjen gräshoppor. Inga underarter finns listade i Catalogue of Life.